# Ed Gein
Edward Theodore Gein (La Crosse megye, 1906. augusztus 27. – Madison, 1984. július 26.) más néven a Plainfieldi mészáros vagy a Plainfieldi Ghoul elítélt amerikai gyilkos és testrabló. Gein a szülővárosában, a Wisconsin állambeli Plainfield környékén 1955 és 1957 között elkövetett bűncselekményekkel vált hírhedtté, miután a rendőrség feltárta, hogy a közeli temetőből több testet is ellopott. Ezeket a holttesteket az otthonában darabokra szedte, csontjaikból és bőrükből trófeákat, emléktárgyakat, háztartási eszközöket készített. Gein két nő meggyilkolását vallotta be: a kocsmatulajdonos Mary Hogan 1954-es, valamint a városi vegyesbolt tulajdonos, Bernice Worden 1957-ben elkövetett megölését.
Geint eredetileg alkalmatlannak találták bíróság tárgyalásra, így egy elmegyógyintézetbe zárták. 1968-ra alkalmasnak találták a büntetőjogi eljárásban való részvételre; Bernice Worden megölésében bűnösnek találták, de jogilag őrültnek minősítették, így egy pszichiátriai intézetbe került. 1984. július 26-án, a Mendotai Elmegyógyintézetben hunyt el légzési elégtelenség következtében, 77 évesen. Családja mellé temették el a plainfieldi temetőben, egy ma már jelöletlen sírban.
Gein rémtettei olyan, mára híressé vált horrorregényeknek szolgált alapjául, mint Robert Bloch 1959-ben megjelent majd 1960-ban Alfred Hitchcock által megfilmesített Psycho című története vagy Thomas Harris A bárányok hallgatnak című regényének jelentősebb eleme is táplálkozik az esetből, melyből film is készült azonos címen. A filmvilágban ugyanakkor leginkább emlegetett horrorfilm, amelyre inspirációként hatottak rémtettei, minden bizonnyal az 1974-ben bemutatott A texasi láncfűrészes mészárlás, noha annak a megnyúzott áldozatokon kívül semmi egyéb valóságalapja nincs.

## Előélete
Gyermekkora
Ed Gein 1906. augusztus 27-én született a Wisconsin állambeli La Crosse megyében, George Philip Gein (1873-1940) és Augusta Wilhelmine Gein (1878-1945) két gyermeke közül a másodikként. Egy bátyja volt, Henry George Gein (1901-1944).
Ed anyja, Augusta utálta a férjét, mert a férfi egy alkoholista volt, aki élete nagy részében nem dolgozott, és ha talált is magának munkát, képtelen volt egyetlen egyet is hosszú távon megtartani; a férfi az évek során dolgozott többek között asztalosként, bőrművesként és biztosítási ügynökként is. George néhány évig egy helyi üzlet tulajdonosa volt, de eladta az üzletet, ezt követően pedig a család elhagyta a várost, hogy elszigetelődve éljenek a wisconsini Plainfieldben, egy 155 hektáros tanyán, amely nemsokára a család állandó lakhelyévé vált.
Augusta mélyen evangélikus asszony volt, vallási megszállottságát pedig a fiaira is ráerőszakolta. Nem nézte jó szemmel, ha a fiúk más korukbelikkel barátkoztak és jóformán csak az iskolába engedte el őket, de egyébként teljesen elszigetelte a gyerekeit, az iskola után minden idejüket a farmon kellett tölteniük. Az asszony minden este a Bibliából olvasott fel a fiúknak, rendszerint halállal és gyilkossággal kapcsolatosan. Hirdette a fiúknak a veleszületett erkölcstelenségeket, az ital gonoszságát, és azt a meggyőződését, hogy minden nő (rajta kívül) egy szajha és az ördög munkálkodik bennük. Minden délután felolvasott nekik, általában az Ószövetségből és a Jelenések könyvéből választott verseket a halálról, a gyilkosságról, és az isteni megtorlásokról.
Gein félénk volt, a tanárai és iskolatársai furcsa modorúnak írták le, aki hajlamos volt rá, hogy bármikor felnevessen, mintha csak magának mondott volna egy viccet. A szociális helyzetét ráadásul az anyja is súlyosbította, amikor Ed barátokat próbált szerezni, ilyenkor az anyja rendszerint tönkretette ezen törekvéseire az esélyeit. Gyenge társadalmi fejlettsége ellenére Gein meglehetősen jól teljesített az iskolában, különösen az olvasásban volt kiváló.

### Halálok a családban
1941. április 1-jén Gein apja, George alkoholizmusa miatt bekövetkezett szívelégtelenség következtében, 66 évesen meghalt. Henry és Ed ekkor kezdtek el dolgozni a városban, hogy segítsék a megélhetési költségek fedezését. A közösség lakói általában megbízhatónak és becsületesnek tartották a testvéreket. Mindketten ezermesterként dolgoztak, Ed azonban gyakran eljárt bébiszitterkedni a szomszédokhoz. Élvezte a gyerekfelügyeletet és úgy tűnt, sokkal könnyebben kijön a gyerekekkel, mint a felnőttekkel. Nem sokkal később Henry megismerkedett egy elvált, kétgyermekes anyával, akivel randevúzni kezdett és azt tervezte, hogy összeköltözik vele; ugyanakkor továbbra is aggódott a testvére és az anyja közti kapcsolat miatt, és gyakran hangot is adott ennek, amelyre Ed mindig döbbent és megbántott válaszokat adott.
1944-ben azonban Henry rejtélyes módon meghalt, amikor testvérével együtt csapdába estek egy bozóttűzben. A rendőrségen Ed azt mondta, hogy nem tudja, hol van a testvére, ennek ellenére később elvezette őket a holttesthez. A halottkém fulladást állapított meg a halál okaként, de boncolás nem történt, és a tarkóján talált sérüléseket sem vizsgálták, elfogadták, hogy baleset történt. Azok, akik úgy gyanítják, hogy Ed ölhette meg a bátyját, indítékként a bibliai Káin és Ábel történetére hivatkoznak: Ed akarhatott istenített édesanyja egyetlen szeme fénye lenni.
Ed és az anyja így már kettesben maradtak. Nem tartott azonban sokáig ez beteges idill: 1945-ben Augusta sztrókot kapott és lebénult. A már ekkor is komoly mentális problémákkal küzdő fia éjjel-nappal ápolta, de bármit is tett, sosem volt elég jó az asszony számára. Gyakran szidta őt, elhaló hangján fröcsögve gyengének és kudarcnak nevezte, aki ugyanolyan semmirekellő, mint az apja volt. Más alkalmakkor maga mellé hívta az ágyba, és amikor a férfi mellé feküdt, úgy becézte, akár egy csecsemőt: ő volt az ő kisbabája. Esténként Ed álomba sírta magát, Istenhez imádkozott, hogy mentse meg anyja életét, mert ő nem is tudna élni nélküle – ahogyan azt anyja is gyakran hangoztatta.
Pár hónappal később, 1945 decemberében Augusta újabb sztrókot szenvedett el, amelybe belehalt. Edward Gein harminckilenc évesen egyedül maradt a sötét és üres házban, és e percben kezdte meg hosszú és rögös útját a kimondhatatlan őrület káoszába. Elvesztette az egyetlen barátját, az egyetlen embert akit valaha szeretett, az istenített lényt. Hosszú ideig senkinek sem tűnt fel, hogy valami nincs rendben a férfival. Világéletében magányos típus volt, egyre kevesebbet járt emberek közé, valósággal elbarikádozta magát a farm komor és rozoga épületeiben. Ha olykor mégis emberek közé merészkedett, nem tűnt furcsábbnak, mint korábban. Talán csak koszosabb volt, de a helyiek elfogadták Eddie különcségeit, amolyan kedves falubolondja volt a szemükben. Barkácsmunkákkal bízták meg, amikben a férfi jó volt és megbízható munkaerő. Az emberek megbíztak benne, ő volt mindenki Eddie-je.

## Munkája
Gein a családi farmon maradt, és alkalmi munkákkal keresett pénzt. Rendszeresen járt fel-alá a lakásban, azonban az emeletre, a földszinti szobába, nappaliba sosem ment be. Nagyjából ez idő tájt kezdett ismerőseinek olyan témákról beszélni, amelyekről akkoriban az újságok rengeteget cikkeztek: náci történetekről, dél-tengeri fejvadászokról és nemi megerősítő műtétekről. Geinnek furcsa, fekete humora volt.
Gein ezermesterként kezdett el dolgozni, és 1951-ben mezőgazdasági támogatást kapott a szövetségi kormánytól. Időnként a helyi önkormányzati közúti személyzetnél és a környéken lévő terménycséplő szervezetnél is dolgozott. Valamikor 1946 és 1956 között eladott egy 80 hektáros földterületet, amely a testvére, Henry birtokában volt.

## A bűncselekmények
1957. november 16-án reggel eltűnt a plainfieldi szerszámosüzlet-tulajdonos, Bernice Worden. Egy helyi lakos arról számolt be a rendőrségnek, hogy alig volt aznap mozgás az üzletben a kezdődő szarvasvadász-idény miatt. Az asszony fia, Frank Worden seriffhelyettes délután öt óra körül lépett be az üzletbe. Odabent azonban senkit nem talált, a földön viszont vérfoltokat vett észre. A férfi tudta, hogy az anyját elrabolták.
Frank Worden elmondta a kiérkező nyomozóknak, hogy édesanyja eltűnése előtti este a bolt utolsó vendégeinek egyike Ed Gein volt, és rendelt egy liter fagyállót. A rendelési bizonylat volt az utolsó nyugta, amit a helyszínen kiállítottak, amelyet Ms. Worden aznap kora reggel írt, amikor eltűnt.
A rendőrség kivonult a Gein-farmra, hogy kikérdezzék a férfit, mit tud Ms. Worden hollétéről. Az egyikük a helyi seriff, Frank Serles volt. Mivel a ház ajtaját zárva találták, a rendőrök a pajta felé vették az irányt, ahol megtalálták az 58 éves asszony holttestét. A nőt egy .22-es kaliberű puskával lelőtték, majd a sarkainál fogva volt fellógatták egy csigás szerkezeten, lefejezték és kibelezték, éppen oly módon, ahogyan a lelőtt szarvasokat szokták fellógatni, hogy mielőbb kihűljenek. A törvény megdöbbent emberei erősítést hívtak. A későbbiekben több mint egy tucat rendőr helyszínelt a farmon, és igyekeztek felderíteni Ed Gein rémtetteit. Amit találtak, minden számításukat felülmúlta. Éjszaka volt, és a farmon nem volt bevezetve az elektromosság, így csak zseblámpáikra támaszkodhattak. Emberi koponyákból készített mélytányérok. Emberi bőrrel kárpitozott székek. Emberi bőrből készített lámpaernyők. Egy doboznyi levágott orr. Egy cipősdoboznyi gyűjtemény tartósított női nemi szervekből. Kilenc női arc, gondosan kiszárítva, papírral kitömve és trófeaként a falra helyezve. Egy középkorú nő bőréből készült mellény, a mellekkel együtt, hasonló módon elkészített harisnyák. Egy női mellbimbókból álló öv, Mary Hogan arcbőre maszkként kikészítve.  Egy zsákban megtaláltak egy frissen levágott fejet, amely Bernice Wordenénak bizonyult. Gein ebből is trófeát akart készíteni. A házban találtak egy lezárt, teljesen érintetlen szobát is, amely Augustáé volt. Halála óta Gein nem mozdított el bent semmit.
A házkutatás során a nyomozók számos hátborzongató dologra bukkantak:
- egész emberi csontok és töredékeik
- emberi bőrből készült szemeteskosár
- több széket, amelyek huzatai mind emberi bőrből készültek
- koponyák az ágyak lábain
- női koponyák, némelyik kettéfűrészelve
- tálak emberi koponyákból
- emberi bőrből készült lámpaernyők
- emberi bőrből készült harisnyák
- női fejek és arcok bőréből készült maszkok
- Mary Hogan egészében lenyúzott arcbőre egy barna papírzacskóban
- Bernice Worden levágott feje egy vászonzsákban
- Bernice Worden szíve egy műanyag zacskóban a kályha előtt
- egy fiatal lány ruhája és két, tizenöt évesnek ítélt nő nemi szerve
- emberi mellbimbókból készült öv
- emberi arcbőrből készült lámpaernyő
- körmök női ujjakról

Ezeket a tárgyakat a bűnügyi igazságügyi laborban lefényképezték, majd "tisztességesen megsemmisítették".
Geint másnap a helyi étteremben vették őrizetbe. A férfi végül két rendbeli gyilkosságot ismert el. Bevallotta a gyilkosságokat, de tagadta, hogy sorozatgyilkos lett volna. Erre való állítása megdöbbentő volt: azt állította, hogy a többi testrészek a közeli temetőkből származnak. Gein valójában egy ghoul, vagyis hullarabló volt.
Kihallgatásakor Gein azt mondta a nyomozóknak, hogy 1947 és 1952 között 40 éjszakai látogatást tett három helyi temetőben, hogy exhumálja a nemrég eltemetett női holttesteket. Elmondása szerint ezekből 30 alkalommal érintetlenül hagyva a sírokat, üres kézzel távozott a temetőből. Máskor a nemrég eltemetett középkorú nők sírját ásta ki, akikről azt hitte, hogy hasonlítanak az anyjához, és hazavitte a holttesteket, ahol megnyúzta,  kiszárította a bőrüket és elkészítette a használati tárgyakat.
Gein beismerte, hogy összesen kilenc sírból rabolta el a hullákat, és elvezette a nyomozókat ezekhez a sírokhoz. Allan Wilimovsky vezetésével több sírt is enyhén készítettek elő, mert nem voltak biztosak abban, hogy Gein képes lenne-e egy éjszaka alatt több sírt is kiásni. A férfi vallomása azonban igaznak bizonyult: két sírt pontosan úgy találtak, ahogyan Gein azt leírta: az exhumált sírok közül kettőt üresen találtak (az egyiknek feszítővas volt a test helyén). Egy koporsó üres volt; az egyik koporsót Gein nem tudta kinyitni, amikor elvesztette a priccsét; és a test nagy része eltűnt a harmadik sírból, Gein mégis visszahozta gyűrűit és néhány testrészét, megerősítve ezzel Gein vallomását.
Nem sokkal az anyja halála után Gein elkezdett "női ruhákat" készíteni magának, hogy "az anyjává válhasson és szó szerint belemászhasson a bőrébe". Gein tagadta, hogy szexelt volna a kihantolt holttestekkel, magyarázata szerint, "mert túl rossz volt a szaguk". Gein később elismerte a bártulajdonos Mary Hogan 1954-es megölését is, akinek fejét a házában megtalálták, később azonban tagadta a halálának részleteivel kapcsolatos emlékeket.
Egy 16 éves fiatal, akinek szülei Gein barátai voltak és akivel gyakran futballoztak és jártak színházba, arról számolt be, hogy Gein összezsugorított fejeket tárolt a lakásában, amelyeket Gein a Fülöp-szigetekről származó ereklyéknek nevezett, és amelyeket állítása szerint az unokatestvére küldött neki. A rendőrségi vizsgálat azonban megállapította, hogy ezek emberi arcbőrök voltak, amelyeket gondosan lenyúzott a tetemek arcáról.
Geint számos más megoldatlan ügyben gyanúsítottnak tekintették Wisconsinban, köztük Evelyn Hartley, egy La Crosse-i bébiszitter 1953-as eltűnését.
A kihallgatás során Art Schley, a Waushara megyei seriff állítólag bántalmazta Geint azzal, hogy fejét és arcát egy téglafalba csapta. Ennek eredményeként Gein első vallomását elfogadhatatlannak nyilvánították. Schley 43 évesen, szívelégtelenségben halt meg 1968-ban, Gein pere előtt. Sokan, akik ismerték Schleyt, azt mondták, hogy Gein bűncselekményeinek borzalma traumatizált, és ez, valamint a félelem, hogy tanúskodni kell (főleg Gein megtámadásáról), halálát okozta. Egyik barátja azt mondta: "Bizonyos szempontból ő is Ed Gein áldozata volt, olyan, mintha lemészárolta volna őt is."

## A tárgyalás
1957. november 21-én Ed Geint bíróság elé állították első fokú gyilkosság vádjával a Waushara Megyei Bíróságon, ahol őrültségre hivatkozva ártatlannak vallotta magát. Az orvosok megvizsgálták a férfit. Geint skizofréniával diagnosztizálták, így alkalmatlannak találták a tárgyalásra. A Criminally Insane Állami Kórházba került (ma Dodge Correctional Institution), amely egy maximális biztonságú intézmény Waupunban, Wisconban, majd átszállítoták őt a Mendota Állami Kórházba.
1968-ban megállapították, hogy állapota sokat javult, így Gein képes végigcsinálni egy tárgyalást. A tárgyalás 1968. november 7-én kezdődött, és egy hétig tartott. A pszichiáter elmondta, hogy Gein nem tudja, Bernice Wordent szándékosan ölte-e meg vagy sem. Gein elmondta neki, hogy amikor az áruházban nézelődött, nem tudta, hogy a fegyver, amely Worden halálát okozta, meg volt töltve, és véletlenül sült el. Azt mondta, nem célzott Wordenre, és nem is emlékszik arra, ami aznap reggel történt.
A védelem kérésére Gein tárgyalása esküdtszék nélkül zajlott, Robert G. Hollmar elnöklete alatt. Golmar november 14-én bűnösnek találta Geint. A második tárgyalás azzal foglalkozott, hogy Gein vajon elmeállapotával foglalkozott; az ügyészség és a védelem orvosainak vallomása után Holmar úgy ítélte meg, hogy Gein "őrültség miatt nem bűnös", és elrendelte a kezelését a Központi Állami Kórházban. Gein az élete hátralévő részét az elmegyógyintézetben töltötte. Golmar bíró úgy nyilatkozott: "A magas költségek miatt Geint csak egy - Ms. Worden - gyilkosság miatt büntettük meg. Ugyanakkor elismerte Mary Hogan meggyilkolását is."

## Utóélete
Gein az intézetben a beszámolók szerint alapvetően mintabeteg volt, mindenkivel jól kijött, rendkívül nyugodt és türelmes természetűnek ismerték meg. Minden bizonnyal azért érezte otthon magát, mert világ életében egy olyan irányító közegben élt, ahol megmondták neki mit tegyen és mit gondoljon, az anyja után pedig ezt a szerepet az intézet tölthette be. Egyedül a női dolgozók felé tanúsított fura tekintete volt némileg nyugtalanító.

## Vagyonának sorsa
Ed Gein házát és a 175 hektáros ingatlanát 4700 dollárra becsülték (ami 2019-ben 42 000 dollárnak felelt meg). Vagyonainak eladását 1958. március 30-án tervezték árverésre bocsájtani, a házat és a földet, amelyen állt, később turisztikai látványosságnak minősítették át.
Gein 1949-es Ford szedánját, amelyet áldozatai holttestének szállítására használt, nyilvános árverésen 760 dollárért (2019-ben ez 6700 dollárnak felel meg) eladták egy farsangi műsor-szervezőnek, Bunny Gibbonsnak.

## Halála
Gein 1984. július 26-án, 77 évesen hunyt el tüdőrák okozta légzési elégtelenség következtében a Mendota Elmegyógyintézetben. Holttestét a Seattle-től nem messzi Plainfieldbe szállították, ahol anyja mellett temették el. Sírkövéről a látogatók szuvenírként le-lecsippentettek egy-egy darabot, míg végül 2000-ben a komplett követ el nem tulajdonították. 2001-ben egy jelöletlen sírba újratemették, a helye azonban nem ismeretlen a család körében, nincs messze édesanyja és testvérei sírjától.

## Fordítás
- Ez a szócikk részben vagy egészben  az   Ed Gein című angol Wikipédia-szócikk ezen változatának fordításán alapul.  Az eredeti cikk szerkesztőit annak laptörténete sorolja fel. Ez a jelzés csupán a megfogalmazás eredetét és a szerzői jogokat jelzi, nem szolgál a cikkben szereplő információk forrásmegjelöléseként.